# Cúp quốc gia Scotland 1932–33
 Cúp quốc gia Scotland 1932-33 là mùa giải thứ 55 của giải đấu bóng đá loại trực tiếp uy tín nhất Scotland. Chức vô địch thuộc về Celtic khi đánh bại Motherwell trong trận Chung kết.

## Bán kết
| Celtic | v | Hearts |
| ------ | - | ------ |
|        |   |        |

| Motherwell | v | Clyde |
| ---------- | - | ----- |
|            |   |       |

### Đá lại
| Celtic | v | Hearts |
| ------ | - | ------ |
|        |   |        |

## Chung kết
| Celtic        | v | Motherwell |
| ------------- | - | ---------- |
| Jimmy McGrory |   |            |